# Hockey su pista
L'hockey su pista, o hockey a rotelle, è uno sport di squadra nato in Inghilterra nella seconda metà dell'Ottocento. Appartiene alla famiglia degli hockey, e si gioca indossando i pattini a rotelle di tipo quad. Scopo del gioco è indirizzare una piccola palla di gomma dura all'interno della porta avversaria, colpendola con un bastone.
Incontra la sua maggior diffusione in Sudamerica e in Europa meridionale. Fa parte del programma dei Giochi mondiali e fu selezionato come disciplina dimostrativa per i Giochi della XXV Olimpiade, celebrati a Barcellona nel 1992, senza mai entrare tuttavia nel programma olimpico.

## Storia

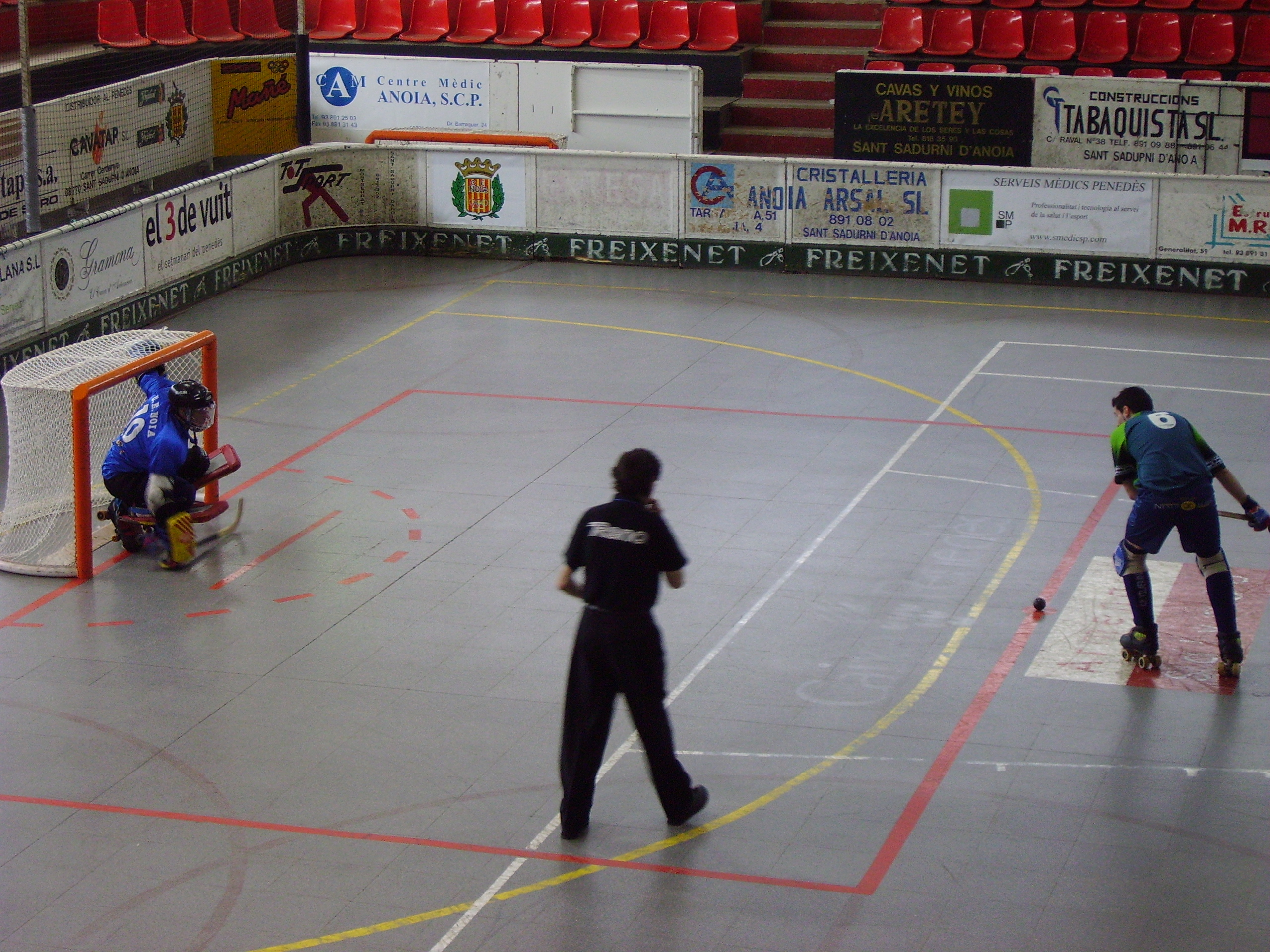
L'esecuzione di un tiro di rigore

L'hockey su pista nacque in Inghilterra e precisamente nel Kent prendendo spunto dall'hockey su ghiaccio.

## Il gioco

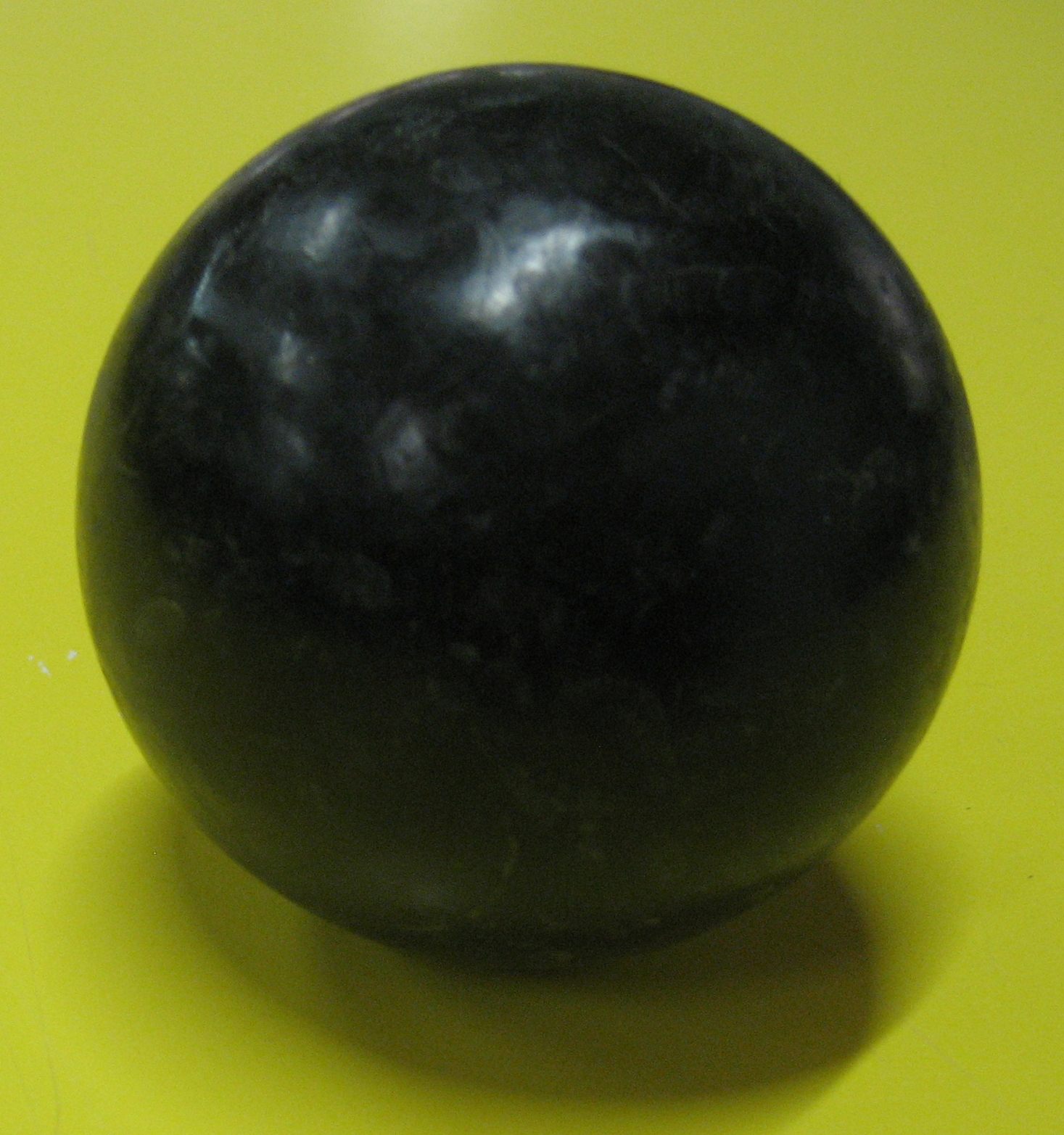
Una palla da hockey su pista

Il gioco si svolge tra due squadre di cinque giocatori e la palla deve essere colpita con il bastone, anche se può essere toccata con qualunque parte del corpo, con eccezione delle braccia; come in altri sport di squadra, ciò è consentito solo al portiere.
Dalla fine degli anni ottanta viene praticato un altro tipo di hockey a rotelle, in cui i pattini presentano le 4 rotelle allineate, e viene pertanto definito hockey in-line. Le superfici dei campi da gioco dei due sport si equivalgono, e le principali differenze sono le seguenti:
- Nell'hockey in-line è ammesso il contatto fisico tra i giocatori, vietato nell'hockey su pista, dove le protezioni per i giocatori sono quindi minori.
- Nell'hockey in-line si usa un disco simile a quello dell'hockey su ghiaccio anziché la palla da hockey su pista.
- Il bastone dell'hockey in-line è identico a quello dell'hockey su ghiaccio, mentre l'estremità del bastone da hockey su pista è più corta e arrotondata.

### Regolamento
Il regolamento viene redatto ed aggiornato dalla Fédération Internationale de Roller Sports.

### La pista

Schema di una pista regolamentare da hockey

Il gioco si svolge su una pista di pattinaggio lunga 40m (min 36m; max 44m) e larga 20 (min 18m; max 22m), il rapporto tra lunghezza e larghezza deve essere di 2:1. Le piste da hockey sono chiuse da barriere di protezione lungo il loro perimetro, queste sono alte almeno un metro (max 1,20m) e la parte inferiore è costituita da uno zoccolo di legno (alto 20 cm, spesso 2 cm). Lungo i lati minori sono installate reti protettive di circa 4m.

## Principali competizioni internazionali

### Competizioni per selezioni nazionali
Di seguito sono riportate le principali competizioni di hockey su pista per selezioni nazionali.
| Competizione           | Prima edizione | Ultima edizione | Cadenza  | Ed. disputate |
| ---------------------- | -------------- | --------------- | -------- | ------------- |
| Campionato del mondo   | 1936           | 2019            | Biennale | 44            |
| CSP Copa America       | 1954           | 2010            | n.d.     | 21            |
| Roller Hockey Asia Cup | 1987           | 2018            | Biennale | 16            |
| Campionati europei     | 1926           | 2018            | Biennale | 53            |
| Coppa delle Nazioni    | 1921           | 2019            | Biennale | 68            |

### Competizioni per squadre di club
- Coppa Intercontinentale
- Coppa del mondo

Europa
- Eurolega
- Coppa delle Coppe
- Coppa WSE
- Coppa Continentale
- Campionato spagnolo
- Campionato portoghese
- Campionato italiano
- Campionato tedesco
- Campionato francese
- Campionato svizzero
- Campionato olandese
- Campionato inglese
- Campionato austriaco
- Campionato israeliano

Sud America
- Campionato argentino
- Campionato colombiano
- Campionato brasiliano
- Campionato uruguaiano
- Campionato cileno
- Campionato ecuadoriano

Africa
- Campionato angolano
- Campionato mozambicano
- Campionato sudafricano
- Campionato egiziano

Nord America
- Campionato statunitense
- Campionato costaricano

Oceania
- Campionato australiano
- Campionato neozelandese

Asia
- Campionato giapponese
- Campionato indiano
- Campionato macao
- Campionato taiwanese

## L'hockey su pista in Italia

### Storia e diffusione

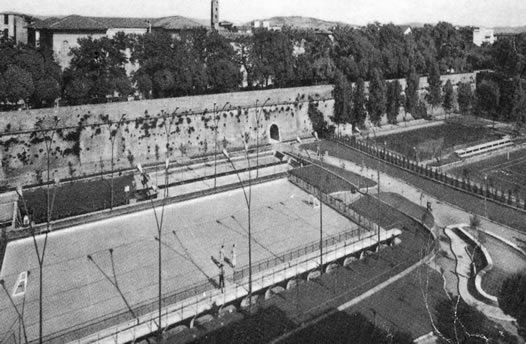
Una pista da hockey a Grosseto a metà del XX secolo

L'hockey su pista cominciò a prendere piede in Italia agli inizi del Novecento:  la prima società sportiva che promosse la pratica di tale attività fu lo Skating Savini di Milano, mentre il primo torneo ebbe luogo nel 1912.

Fra i primi a importare dall'Inghilterra il materiale sportivo fu la ditta Fratelli Brigatti di Milano che aprì una propria pista a cui in breve si aggiunsero lo Stadium di Porta Vittoria e l'Eden portando a 4 le piste utilizzabili nel capoluogo lombardo.

Prima dell'inizio del conflitto mondiale anche a Torino, Genova, Vercelli, Modena, Firenze, Padova, Novara e Venezia era possibile pattinare e apprendere i primi rudimenti del nuovo gioco sport.

Il primo dopoguerra fu uno dei principali motivi di sviluppo: le sale rimaste chiuse per 4 o 5 anni furono riaperte al pubblico. Ma solo dal 1920 si decise di istituire una federazione a cui fare riferimento e sviluppare sia il pattinaggio che l'hockey: la Federazione Italiana Pattinaggio a Rotelle (F.I.P.R.) (subito affiliata al CONI) che dal 1925 fu affiliata alla "Federazione Internazionale Pattinaggio a Rotelle".

Resasi autonoma nel 1926 staccandosi dalla Federazione Pattinaggio, la "Federazione Hockey" non riuscì a imprimere ai campionati italiani quello sviluppo desiderato malgrado l'affacciarsi sulla scena di nuove e promettenti società come la Triestina.

Dopo il diktat del regime del gennaio 1927, a mezzo del presidente del CONI Lando Ferretti, volto a ricondurre sotto il suo controllo tutte le federazioni sportive non ancora affiliate, le due federazioni (la sola Federazione Hockey non era ancora affiliata al CONI) furono entrambe commissariate e inglobate in un'unica federazione sorgente: la Federazione Italiana Hockey e Pattinaggio (FIHP).
L'hockey crebbe considerevolmente in popolarità durante il periodo fascista, anche per iniziativa di Bruno Mussolini, figlio terzogenito del dittatore e appassionato praticante di tale disciplina. La crescente diffusione delle piste da pattinaggio di ogni tipo (tanto all'aperto quanto indoor) contribuì all'espansione del mondo dell'hockey anche nel secondo dopoguerra.
Il picco di maggior successo venne raggiunto tra gli anni settanta e i primi anni novanta, con il massimo numero di praticanti e di società iscritte al campionato italiano; nel 1987 fu organizzato il primo torneo nazionale femminile. La Nazionale italiana maschile si affermò ai massimi livelli, conquistando tra il 1977 e il 1997 un titolo europeo e tre mondiali, oltre a 8 europei under 20 e 5 europei under 17. Gli sponsor portarono ricchezza all'hockey, trasformandolo per un breve periodo in uno degli sport professionistici più seguiti in Italia. Tuttavia negli anni novanta, ferma restando la notevole competitività del movimento, la popolarità iniziò a scemare – messa in crisi anche da altre discipline, come l'hockey in-line – per poi risalire dagli anni duemila, con la vittoria agli Europei del 2014 e il secondo posto due anni dopo.
A partire dal 1986 la FIHP ha organizzato il campionato italiano femminile, inaugurando nel 1990 la Coppa Italia femminile. A partire dal 1989, con l'avvento del primo Campionato Europeo viene istituita la Nazionale italiana femminile.

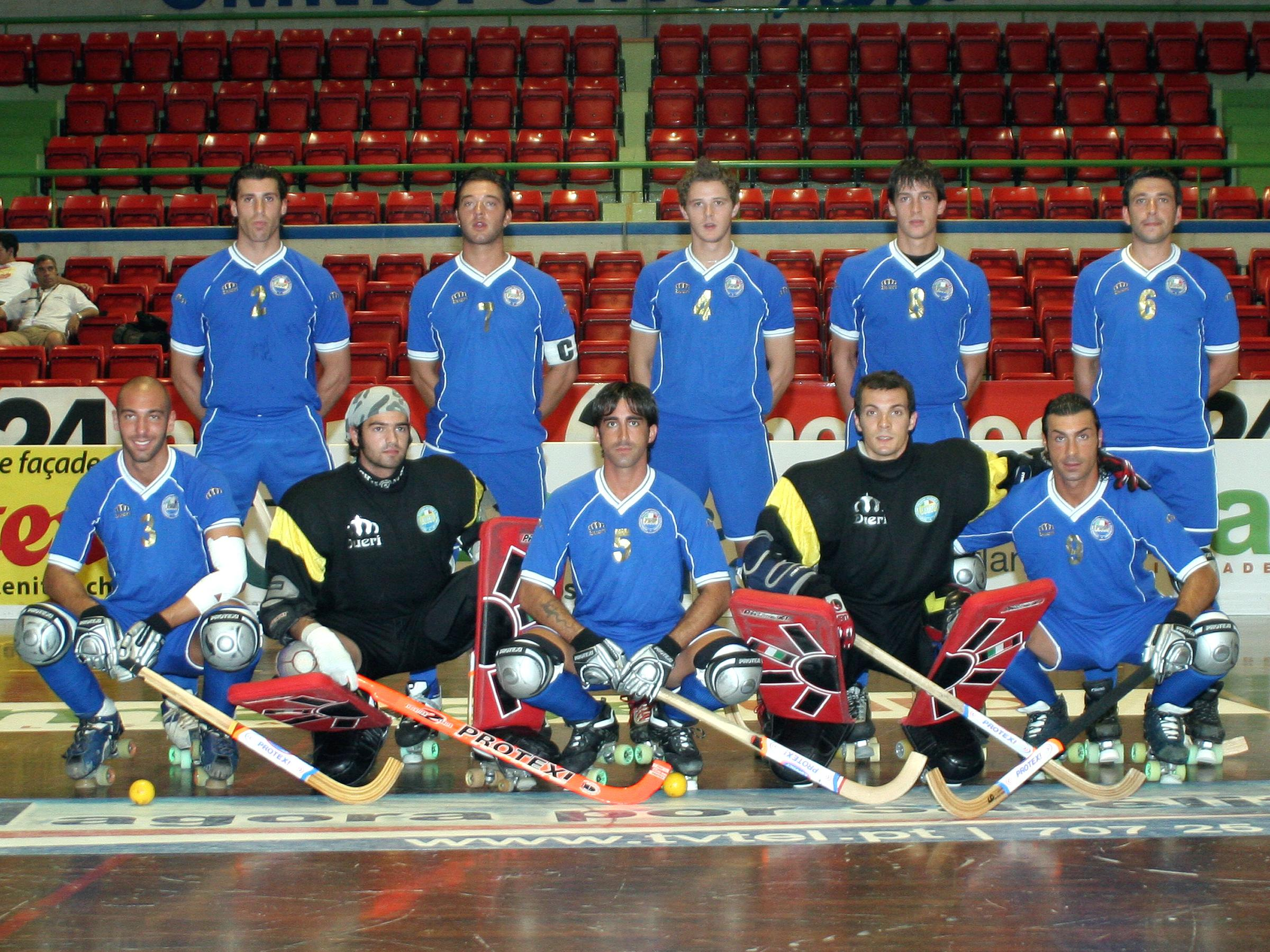
La nazionale italiana ai Mondiali del 2007

La diffusione dell'hockey su pista in Italia non è molto omogenea: viene praticato principalmente in Veneto (in particolare nella provincia di Vicenza), Friuli-Venezia Giulia, Lombardia, Piemonte, Emilia, Lunigiana, Versilia, Maremma, Campania, Puglia, Basilicata e Marche (unicamente nella città di Pesaro).

### Competizioni di club
- Campionato italiano (Serie A1, Serie A2 e Serie B)
- Coppa Italia
- Coppa di Lega
- Supercoppa italiana
- Campionato femminile
- Coppa Italia femminile

## Classifica mondiale World Skate
Anche nell'hockey su pista, come in molti altri sport di squadra, esiste un ranking delle nazionali. Tale ranking è redatto ed aggiornato dalla federazione internazionale. Sotto viene riportata la tabella (prime 20 posizioni) aggiornata al 23/12/2023.
| Pos | Selezione nazionale | Punti | Conf. continentale  |
| --- | ------------------- | ----- | ------------------- |
| 1   | Argentina           | 2.756 | World Skate America |
| 2   | Spagna              | 2.669 | World Skate Europe  |
| 3   | Portogallo          | 2.667 | World Skate Europe  |
| 4   | Italia              | 2.505 | World Skate Europe  |
| 5   | Francia             | 2.425 | World Skate Europe  |
| 6   | Angola              | 2.390 | World Skate Africa  |
| 7   | Portogallo U19      | 2.280 | World Skate Europe  |
| 8   | Argentina U19       | 2.274 | World Skate America |
| 9   | Spagna U19          | 2.236 | World Skate Europe  |
| 10  | Spagna U23          | 2.222 | World Skate Europe  |
| 11  | Svizzera            | 2.213 | World Skate Europe  |
| 12  | Cile                | 2.210 | World Skate America |
| 13  | Mozambico           | 2.199 | World Skate Africa  |
| 14  | Colombia            | 2.182 | World Skate America |
| 15  | Germania            | 2.177 | World Skate Europe  |
| 16  | Spagna U17          | 2.149 | World Skate Europe  |
| 17  | Italia U19          | 2.124 | World Skate Europe  |
| 18  | Andorra             | 2.117 | World Skate Europe  |
| 19  | Portogallo U17      | 2.055 | World Skate Europe  |
| 20  | Francia U23         | 2.051 | World Skate Europe  |